# Марилия (микрорегион)

Марилия на карте.

Мари́лия (порт. Microrregião de Marília) — микрорегион в Бразилии, входит в штат Сан-Паулу. Составная часть мезорегиона Марилия. 
Население составляет 	330 285	 человек (на 2010 год). Площадь — 	4 865,934	 км². Плотность населения — 	67,88	 чел./км².

## Демография
Согласно сведениям, собранным в ходе переписи 2010 г. Национальным институтом географии и статистики (IBGE), население микрорегиона составляет:						
| Полное население                             | Полное население                             | Полное население                             | Полное население                             | 330 285 |
| -------------------------------------------- | -------------------------------------------- | -------------------------------------------- | -------------------------------------------- | ------- |
| в том числе:                                 | Городское население                          | 305 885                                      | Процент городского населения, %              | 92,61   |
|                                              | Сельское население                           | 24 400                                       | Процент сельского населения, %               | 7,39    |
|                                              | Мужское население                            | 161 103                                      | Процент мужского населения, %                | 48,78   |
|                                              | Женское население                            | 169 182                                      | Процент женского населения, %                | 51,22   |
| Плотность населения, чел/км²                 | Плотность населения, чел/км²                 | Плотность населения, чел/км²                 | Плотность населения, чел/км²                 | 67,88   |
| Население микрорегиона в % к населению штата | Население микрорегиона в % к населению штата | Население микрорегиона в % к населению штата | Население микрорегиона в % к населению штата | 0,80    |

## Статистика
- Валовой внутренний продукт на 2003 составляет 2 437 268 501,00 реалов (данные: Бразильский институт географии и статистики).
- Валовой внутренний продукт на душу населения на 2003 составляет 7486,07 реалов (данные: Бразильский институт географии и статистики).
- Индекс развития человеческого потенциала на 2000 составляет 0,806 (данные: Программа развития ООН).

## Состав микрорегиона
В составе микрорегиона включены следующие муниципалитеты:
1. Алвинландия
2. Эшапоран
3. Фернан
4. Гарса
5. Галия
6. Луперсиу
7. Марилия
8. Окаусу
9. Ориенти
10. Оскар-Бресани
11. Помпея
12. Вера-Крус
13. Алвару-ди-Карвалью